# Kupeornis rufocinctus
El charlatán cuellirojo (Kupeornis rufocinctus) es una especie de ave paseriforme de la familia Leiothrichidae. Se encuentra en Burundi, República Democrática del Congo y Ruanda. Su hábitat natural es el bosque húmedo. Está amenazado debido a la pérdida de su hábitat.